# Cycnidolon spinosum
Cycnidolon spinosum är en skalbaggsart som beskrevs av Dilma Solange Napp och Martins 1985. Cycnidolon spinosum ingår i släktet Cycnidolon och familjen långhorningar.
Artens utbredningsområde är Panama. Inga underarter finns listade i Catalogue of Life.